# Дикий, Антон Васильевич
Антон Васильевич Дикий (укр. Антін Васильович Дикий; 1 [14] августа 1900, Великая Андрусовка, Херсонская губерния — 31 декабря 1937, Харьков) — украинский советский писатель

, поэт, драматург, музейный работник.

## Биография
Из крестьян. Участник Гражданской войны (1918—1920). Служил в Красной Армии в бригаде им. Фрунзе, политбойцом.
Самоучка, позже обучался в Коммунистическом университете им. Артёма в Харькове.
Активный участник литературно-общественной жизни Харькова. Был членом организации крестьянских писателей «Плуг» с 1925 года, принимал участие в организации литературных кружков на заводах.
Во время литературной дискуссии 1925—1927 годов совместно с И. Микитенко, Н. Забилой и другими перешёл из «Плуга» в ВУСПП.
Работал директором Харьковского исторического музея. В 1937 году был исключён из партии за связь с врагом народа.
Арестован в августе 1937 г. по обвинению в участии в украинской националистической антисоветской организации.
Репрессирован. Расстрелян в тюрьме НКВД накануне 1938 года. Реабилитирован посмертно в 1959 году.

## Творчество
Дебютировал в 1924 году, как поэт в газете «Селянська правда».
Автор поэтических сборников «Огонь цвіте» (1927), рассказов «Три сторінки» (1929), «Кирило Стрюк» (1930), «Оповідання» (1932; все — Харьков), пьес «Сухий закон» (в соавт. с А. Полторацким; поставлена в 1932). Написал книгу воспоминаний «Из истории партизанской борьбы на Черкащине (Воспоминания о 1919 годе)» (в журнале «Летопись революции», 1927, № 2).